# Bauchsorge
Bauchsorge bezeichnet das menschliche Verhalten, das die Sorge um die eigenen körperlichen Bedürfnisse in den Vordergrund stellt und damit die Sorge um geistige Bedürfnisse in den Hintergrund treten lässt.
Der Begriff findet sich so erstmals in Luthers Großem Katechismus:

„Daß wir den Katechismus sehr betreiben und zu betreiben ebenso fordern wie erbitten, dazu haben wir nicht geringe Ursache. Denn leider sind, wie wir sehen, viele Prediger und Pfarrer hierin sehr säumig; sie verachten sowohl ihr Amt als auch diese Lehre, einige wegen ihrer großen, hohen Gelehrsamkeit, einige aber aus lauter Faulheit und Bauchsorge. Damit verhalten sie sich nicht anders zur Sache, als wären sie um ihres Bauches willen Pfarrer oder Prediger und als hätten sie, solange sie leben, nichts weiter zu tun als ihre Güter zu verbrauchen; so waren sie es unter dem Papsttum gewohnt.“

Er formuliert mit diesem Begriff die Todsünde der Trägheit oder auch Acedia neu. Er lehnt sich dabei an das biblische Motiv an, sich nicht zuerst um die Erfüllung leiblicher Bedürfnisse zu kümmern, sondern die Gottesbeziehung in den Vordergrund zu stellen (vgl. Mt 6,25 ). Gerade die pastorale Amtsführung soll sich als Gegenbeispiel zur Bauchsorge darstellen, wofür Luther mit der Schrift seines Großen Katechismus wirbt.
Ähnlich findet sich der Begriff auch bei dem Reformator Johannes Agricola. Dem Dichter Hans Sachs wird ein Gedicht mit diesem Titel zugeordnet: Ein geistlich Lied wider die Bauchsorge.